# Залісся (Камінь-Каширський район)
Залі́сся — село в Україні, у Сошичненській громаді Камінь-Каширського району Волинської області. Населення становить 1159 осіб.

## Географія
Селом протікає річка Єльниця.

## Постаті
- Юрасов Ігор Володимирович (1989-2023) – солдат Збройних Сил України, учасник російсько-української війни. Загинув 10 червня 2023 р. в Донецькій області. Похований 16 червня 2023 р. на місцевому кладовищі села Залісся.

## Населення
Згідно з переписом УРСР 1989 року чисельність наявного населення села становила 1257 осіб, з яких 617 чоловіків та 640 жінок.
За переписом населення України 2001 року в селі мешкало 1312 осіб.

### Мова
Розподіл населення за рідною мовою за даними перепису 2001 року:
| Мова       | Відсоток |
| ---------- | -------- |
| українська | 99,47 %  |
| російська  | 0,53 %   |